# Raymond-Émile Waydelich
Raymond-Émile Waydelich, né le 14 septembre 1938 à Strasbourg (Bas-Rhin) et mort dans la même ville le 9 août 2024, est un artiste français.

## Biographie
Raymond Waydelich a représenté la France à la biennale de Venise en 1978. Son travail porte principalement sur le temps et la mémoire, en particulier la « mémoire du futur » et les traces de notre civilisation que découvriront et interpréteront les archéologues du futur.
Ce travail se focalise sur l'objet, sa transformation anticipée sous l'action du temps ou encore sa préservation pour traverser les âges (des pneus recréés en céramique, une cabane de jardin coulée en bronze, des objets scellés dans un caveau près de la cathédrale de Strasbourg, à n'ouvrir qu'en 3790, le « Caveau du futur ».
Un autre versant de sa production est inspiré de la vie  « rêvée » d'une couturière du XIXe siècle, Lydia Jacob, dont Raymond Waydelich a acquis un carnet de croquis au marché aux puces en 1973. Les épisodes de la vie de Lydia Jacob sont retracés à travers des moyens plastiques d'une grande variété: peinture, sculpture, collages, assemblages, aquarelles, gravures... Ces œuvres prennent souvent la forme d'hommages à un personnage célèbre, à des marques, à des lieux, ou font mémoire de voyages imaginaires de Lydia Jacob. Elles sont fréquemment investies par un bestiaire truculent et aux expressions mi-animales mi-humaines (crocodiles, cerfs, cochons, volailles, poissons...), dans un esprit poétique teinté d'humour, d'onirisme et d'humanisme.
Conduit dans ce projet par son agent, Christophe Fleurov, Raymond Waydelich accompagné d'Egbert Brœrken, un maquettiste allemand, a réalisé la sculpture Le point de convergence inaugurée le 27 octobre 2012 par Roland Ries, sénateur-maire de Strasbourg, installée à demeure sur la place d'Austerlitz.
Raymond Waydelich a marqué de sa présence l'inauguration d'une sculpture inaugurée le 19 décembre 2015 sur la place du château à Strasbourg ; le maquettiste Egbert Broerken a réalisé une maquette 3D en bronze au 1:125e de la cathédrale Notre-Dame de Strasbourg pour être installée à demeure à côté de son modèle. Cette sculpture strasbourgeoise est le dernier signe marquant du millénaire des fondations de la cathédrale (1015-2015)  le projet a été conduit avec passion de bout en bout par Christophe Fleurov. Ce dernier a rappelé dans son discours inaugural que 20 ans plus tôt, sur cette même place, Raymond-Émile Waydelich inaugurait le Caveau du Futur.

## Le Caveau du futur

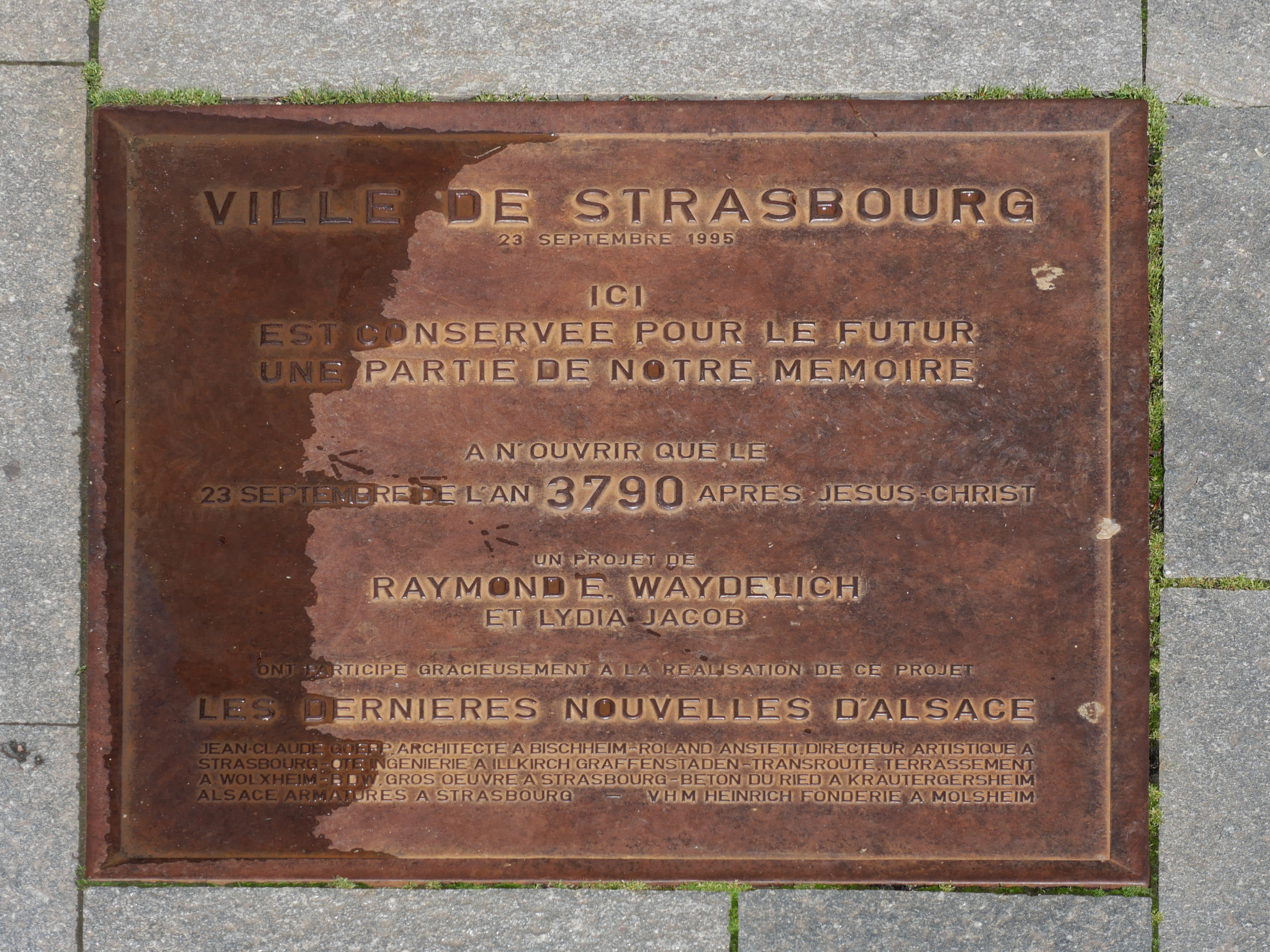
Le Caveau du Futur à Strasbourg.

Le Caveau du futur est une capsule temporelle, enfouie le 2 septembre 1995 dans un bunker de béton sous le parvis de la cathédrale, entre le portail de sud et le palais Rohan.
Il est repéré par une plaque de pierre portant les inscriptions « ici est conservé pour le futur une partie de notre mémoire, à n'ouvrir que le 23 septembre de l'an 3790 après Jésus-Christ, inaugurée par Raymond Waydelich et Lydia Jacob ».
Il contient des témoignages à travers plusieurs milliers de messages aux générations futures rédigés par la population et destinés à l'archéologie du futur.
Destination 3790 : date à laquelle la fosse en béton pourra être ouverte à ces capsules temporelles remplies d’artefacts par les archéologues du quatrième millénaire. Une équipée de l'archéologie du futur qui les déterrera, y trouvera d’innombrables objets contemporains du quotidien tel qu’un disque du chansonnier Roger Siffer de La Choucrouterie, des préservatifs, boîtes de coca et la Convention européenne des droits de l'homme, etc.
L'an 3790 fait référence aux expéditions archéologiques initiée dans le livre album de science-fiction Mutarotnegra qui, lu à l’envers est « Argentoratum » dont l'auteur n'est autre que Raymond-Émile Waydelich qui a inauguré ce caveau du Futur. Cette opération a été menée avec le concours de la ville de Strasbourg et le quotidien local des Dernières Nouvelles d'Alsace (DNA), tous ont participé gracieusement à la réalisation de ce projet.
Son roman de science-fiction Mutarotnegra fait référence à Argentoratum, à travers l’utilisation d’anagrammes très représentative des œuvres allégoriques du barde contemporain local Raymond Waydelich. Mutarotnegra alias Argentoratum regorge de témoignages précieux puisque tiré à un très petit nombre d’exemplaires. L'archéologie du futur y est explorée : le temps, la mémoire ainsi que de nombreuses traces de notre civilisation dans le futur, témoignage de l’après de la Grande Irradiation, suivie par la Grande Immersion.
Le manuscrit évolue autour d’artefacts et de personnages comme le capitaine Imot Reregnu (alias Tomi Ungerer) et à travers des contrées comme la zone de Grubierf (pour Fribourg[Lequel ?]), toujours dans un contexte ubuesque.
Parmi ses plus belles réalisations, figure également l'aquagravure; cette estampe en bas relief, éditée par la galerie L'Estampe, à Strasbourg, a rendu hommage à son bestiaire; la galerie L'Estampe représenta l'artiste durant 30 ans et possède un fond exceptionnel de Raymond E. Waydelich.
Raymond Waydelich meurt le 9 août 2024 à Strasbourg, à l’âge de 85 ans.

## Publication
- 1995 : Mutarotnegra[7]

## Décorations
- Commandeur de l'ordre des Arts et des Lettres : il est promu au grade de commandeur le 9 juillet 2013[8].
- Chevalier de la Légion d'honneur 14 juillet 2019[9].